# بوب ميرتينس
بوب ميرتينس مواليد 24 يناير 1930 في بلجيكا - الوفاة 11 يناير 2003، كان لاعب ومدرب كرة قدم بلجيكي كان يلعب في مركز الوسط. سبق له أن لعب في كأس العالم لكرة القدم مع منتخب بلاده وذلك في مونديال عام 1954.

## المسيرة الاحترافية

### أندية لعب لها
- رويال أنتويرب
- أولمبيك تشارلروا

## روابط خارجية
- بوب ميرتينس على موقع الاتحاد الدولي (مؤرشف)  (الإنجليزية)
- بوب ميرتينس على موقع الاتحاد البلجيكي (الإنجليزية)
- بوب ميرتينس على موقع قاعدة بيانات كرة القدم.إي يو (الإنجليزية)
- بوب ميرتينس على موقع ناشيونال فوتبول تيمز (الإنجليزية)
- بوب ميرتينس على موقع Soccerway.com (الإنجليزية)
- بوب ميرتينس على موقع عالم كرة القدم.نت (الإنجليزية)